# Dalby fälad - Klockarelyckan
Dalby fälad - Klockarelyckan är ett kommunalt naturreservat i Lunds kommun i Skåne.
Området är naturskyddat sedan 2023 och är 37 hektar stort. Reservatet ligger strax öster om Dalby och består av betesmark med enbuskar